# Laubenzedeler Mühlbach
Der Laubenzedeler Mühlbach ist ein linker und östlicher Zufluss der Altmühl im mittelfränkischen Landkreis Weißenburg-Gunzenhausen.

## Geographie

### Verlauf
Der Laubenzedeler Mühlbach entspringt im Fränkischen Seenland am südwestlichen Rand des Spalter Hügellandes südlich des Haundorfer Waldes zwischen Gräfensteinberg im Süden und Seitersdorf im Norden auf einer Höhe von etwa 481 m ü. NHN. Er fließt zunächst in nordwestliche Richtung und unterquert die Bundesstraße 466, wo er auch einige kleinere Weiher speist. Dort knickt der Fluss in Richtung Südwesten um. Er fließt wenig nördlich an Brand vorbei und speist zwischen Brand und Geislohe im Osten und Büchelberg im Westen eine Weiherkette, der neben einigen kleineren, unbenannten Gewässern auch der Branderweiher, der Speckweiher, der Eichenberger Weiher und der auch als Schnackensee bezeichnete Schnackenweiher angehören. Der Bach durchfließt die Schnackenmühle und gabelt sich anschließend in zwei Arme auf, die sich im namensgebenden Ort Laubenzedel wieder vereinen. Nach Laubenzedel unterquert er die Bundesstraße 13. Kurz darauf mündet er westlich von Laubenzedel auf dem Gebiet der Gemeinde Muhr am See nach einem Lauf von rund 7,1 Kilometern auf einer Höhe von 413 m ü. NHN von links in die Altmühl; dieser gegenüber liegt hinter seinem aufgeschütteten Damm auf 415 m ü. NHN der Altmühlsee. Der Laubenzedeler Mühlbach durchfließt größtenteils eine weite Offenlandschaft.

### Zuflüsse
Der Bach hat zahlreiche unbenannte Zuflüsse. Es bestehen Verbindungen zum Koppenweihergraben und zum Steingraben. Die benannten Zuflüsse des Laubenzedeler Mühlbaches sind, bachabwärts geordnet:
- Brandergraben, von links auf 427 m ü. NHN im Eichenberger Weiher, ca. 1,2 km
- Altweihergraben, von rechts auf 427 m ü. NHN im Eichenberger Weiher, ca. 1,6 km
- Geislohergraben, von links auf 422 m ü. NHN im Schnackenweiher, ca. 1,0 km